# Meldingen kommer
Meldingen kommer er det andet studiealbum fra den danske popsanger Tue West. Det blev udgivet den 17. juli 2005.
Musikmagasinet GAFFA gav albummet tre ud af seks stjerner og det samme gjorde Soundvenues anmelder. Tue West peakede som nummer 1 på Album Top-40 og nåede 7 uger på listen. Det solgte 21.000 eksemplarer, hvilket ligger væsentligt under debutalbummet fra 2003, men det formåede alligevel at blive certificeret guld allerede dagen efter udgivelsen.
"Tankespind" blev Ugens Uundgåelige på P3.

## Spor
1. "Tankespind" - 4:08
2. "Vent På Mine Sange" - 4:35
3. "Hun Overtager Mit Problem" - 3:31
4. "Forurening" - 4:21
5. "Meldingen Kommer" - 4:33
6. "Et Lille Øjeblik" - 3:50
7. "Samling" - 6:32
8. "De Mærkeligste Steder" - 3:43
9. "Uden Om Sig Selv" - 4:18
10. "Mødet" - 2:58